# Brvace
Brvace so naselje v Občini Grosuplje.